# Römisch-katholische Kirche in Russland
Die römisch-katholische Kirche in Russland ist Teil der römisch-katholischen Weltkirche.
Zur römisch-katholischen Kirche bekennen sich eine Million der rund 142 Millionen Russen. Vorsitzender der Konferenz der katholischen Bischöfe in Russland ist seit 2017 der Diözesanbischof von Saratow, Clemens Pickel.
Nach anti-katholischer Stimmung in der russischen Bevölkerung am Anfang der Jahrtausendwende hatten die Russische Föderation und der Heilige Stuhl im Dezember 2009 volle diplomatische Beziehungen aufgenommen. Erzbischof Giovanni d’Aniello vertritt seit 2020 den Heiligen Stuhl als Apostolischer Nuntius in der Russischen Föderation; er folgt Celestino Migliore, der das Amt von 2016 bis 2020 innehatte.

## Diözesen
Lateinische Kirche
- Erzbistum Mutter Gottes von Moskau
  - Bistum St. Clemens in Saratow
  - Bistum St. Josef von Irkutsk
  - Bistum der Verklärung von Nowosibirsk
  - Apostolische Präfektur Juschno-Sachalinsk (unbesetzt)

Russische Griechisch-katholische Kirche
- Apostolisches Exarchat Russland (unbesetzt)